# 티르타이오스

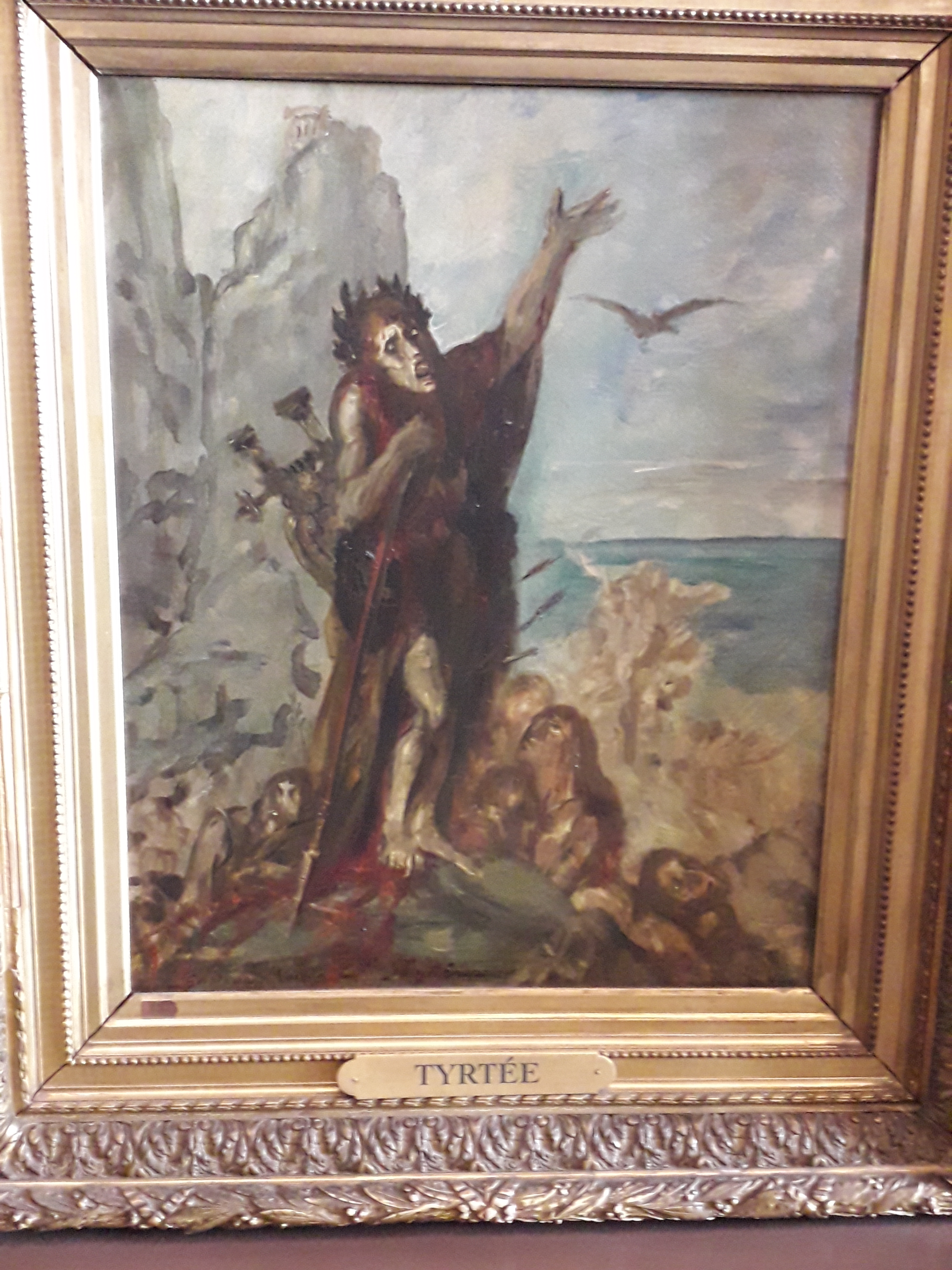

티르타이오스(그리스어: Τυρταίος)는 기원전 7세기경에 활약한 엘레게이아 시인이다. 아테나이의 지극히 평범한 학교교사였던 그가 신탁(神託)으로 스파르타에 초빙되자 메세니아 전쟁에 지쳐 있던 스파르타군의 진두지휘를 하면서, 수많은 엘레게이아 시(詩)를 읊어 크게 사기를 고무하여 분발케 하고 마침내 승리를 가져오게 했다고 한다. 당시의 스파르타는 낡은 귀족의 이상을 고수하고 있는 유일한 국가였으나 그 미덕, 즉 전사로서의 용맹성과 조국을 위해 목숨을 버리는 존귀성을 시인이 읊어 전체적으로 포괄적인 시민의 이상상에까지 끌어 올리고 있다. 그의 시는 스파르타군 행진곡으로서 후세에까지 불렸다고 한다.